# Амалтеја (митологија)
Амалтеја (грч. Ἀμάλθεια) је у грчкој митологији била коза или према неким ауторима, нимфа, Најада, која је одгајила малог Зевса.

## Етимологија
Њено име има значење „она која одгаја“, „дадиља“. Тако је тврдио Хесихије, јер је извео ово име од речи amaltheuein. Међутим, различити аутори су другачије тумачили њено име, изгледа због тога што нису били сигурни шта она прдставља; нимфу или животињу. Тако су неки аутори њено име извели од amalthaktos, што би значило „снажно“ или „тешко“, а неки од amalê и theia, што би означавало божанску козу или дарежљиву богињу. Више аутора се сложило да је основа њеног имена amelgein што би значило „дојење“ или „сисање“. Роберт Гревс је навео да је значење њеног имена „нежна“ и да је зато представљала богињу девицу.

## Митологија
Према предању, Амалтеја је гајила Зевса док је био дете и дојила га својим млеком у пећини на планини Иди на Криту. Наиме, Темида и Реја, како би заштитиле Зевса од његовог оца Крона, предале су га на чување Амалтеји и она је колевку обесила на дрво, како га отац не би пронашао ни на небу ни на земљи. Према овој причи, коза и нимфа су одвојене личности. Нимфа је дојила Зевса козјим млеком. Та коза је имала тако застрашујући изглед да су титани молили Геју да је сакрије у пећину. Међутим, њени рогови су били чудесни; из једног је текао нектар, а из другог амброзија. Када је Зевс одрастао, направио је громовити штит (aigis, егида) којим је заштитио Амалтеју/козу, а од њеног рога је сачинио корнукопију. Постоји и предање да је Зевс поклонио овај рог нимфи уз обећање да ће увек бити пун чега она пожели. Касније, рог је дала свом брату Ахелоју. Коза је смештена у сазвежђе јарца и то на руци кочијаша из истоименог сазвежђа. На тај начин она представља поменути штит, који је у класичној уметности понекад представљан као ремен. Уздизање овог сазвежђа је представљало најаву олује код старих Грка. Заправо реч aigis управо и значи олуја, али и „козја кожа“, што представља повезаност са митом. Према Темидином савету, у титаномахији, Зевс се заштитио управо егидом. Такође, Зевсов син или заменик, Загреј, узнео се на небо обучен у капут сачињен од коже Амалтеје. Према Аполодору, Амалтејин отац је био један од курета, Хемоније, а Хигин поред курета Олена, наводи и Хелија, као и то да је имала двоје деце. Хигин ју је називао Адамантеја. Као њени могући очеви помињали су се и Океан и критски краљ Мелисеј. Диодор је записао причу о Амалтеји која се разликује од свих других традиција. Према њему, либијски краљ Амон се оженио девојком изузетне лепоте, Амалтејом и дао јој је парче врло плодне земље у облику рога бика. Тај део је назван по својој краљици Амалтејин рог. Ово је заправо био начин аутора да рационализује старогрчки мит. У другим митовима се помиње да када је Хермес обљубио Пенелопу, Одисејеву супругу, указао јој се у виду овна или са козом Амалтејом. По овој верзији, Пенелопа је родила Пана.

## Биологија
Латинско име ове личности (Amalthea) је назив за род лептира.